# The Amazing Race 27
The Amazing Race 27 là mùa thứ 27 của chương trình truyền hình thực tế The Amazing Race. 11 đội với hai người mỗi đội sẽ tham gia một cuộc hành trình vòng quanh thế giới và cố gắng về đích sớm nhất để không bị loại và chiến thắng The Amazing Race, nhận 1 triệu đô tiền thưởng.

Mùa 27 được phát sóng trên CBS và chiếu tập đầu tiên vào ngày 25/9/2015.

## Sản xuất và quay phim

### Phát triển

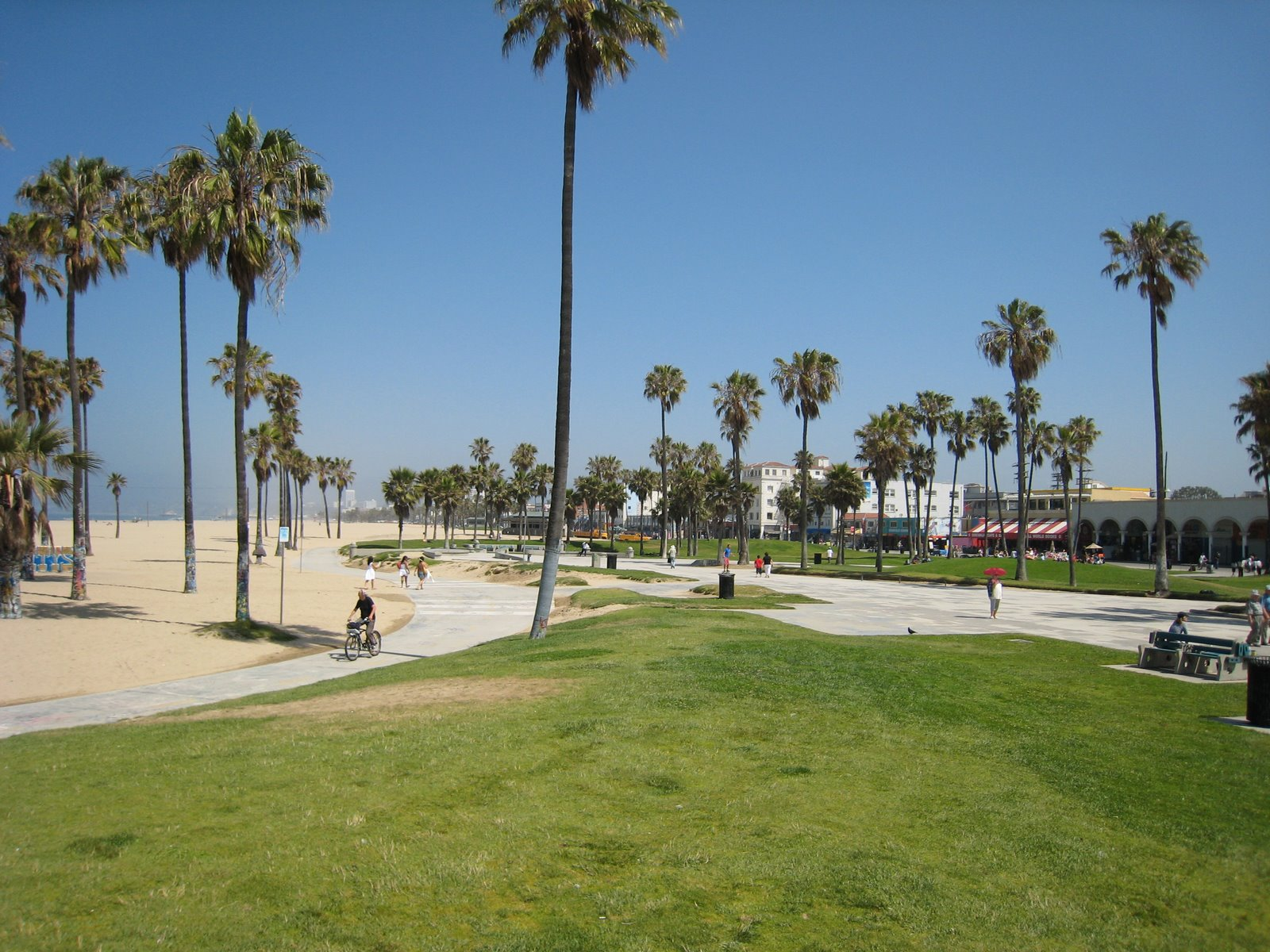
Mùa 27 của The Amazing Race bắt đầu quay vào ngày 22/6/2015, tại Venice Beach ở Los Angeles.

Như đã được thực hiện ở mùa thứ 25, trang Twitter của chương trình đã công bố mùa giải này bắt đầu quay vào 22/6/2015 tại bãi biển Venice, Los Angeles với Chặng đầu tiên cùng với các fan hâm mộ tham gia với họ khi cuộc đua bắt đầu xuất phát. Chặng đầu tiên được tiết lộ sẽ đi tới Rio de Janeiro, Brazil.

Mùa này sẽ đi qua 34.000 dặm (55.000 km) với 5 châu lục và mười quốc gia. Các quốc gia chương trình đi qua trong mùa này lần lượt là Argentina, Zambia, Pháp, Hà Lan, Ba Lan, Ấn Độ và Các quốc gia đặc biệt thuộc Trung Quốc là Hồng Kông và Ma Cao, và lần đầu tiên đi qua Zimbabwe.

### Đội thi và phỏng vấn
Cuộc phỏng vấn bao gồm các phóng viên đài TMZ là Kelly Berning và Shevonne Sullivan, các phóng viên đài truyền hình KEYT-TV là Kelsey Gerckens và Joey Buttitta, và các thí sinh cũ trước đây của America Best Dance Crew là Ernest ''E-knock'' Phillips và Jayjion ''Jin Lao'' Greer.

Ngoài ra còn một số đội nữa.

## Đội thi
Các đội sau đây đã tham gia vào cuộc đua (được liệt kê cùng với các mối quan hệ của họ và tên đội theo công bố của CBS).
| Đội                 | Quan hệ                | Tên đội          | Thứ hạng theo chặng | Thứ hạng theo chặng | Thứ hạng theo chặng | Thứ hạng theo chặng | Thứ hạng theo chặng | Thứ hạng theo chặng | Thứ hạng theo chặng | Thứ hạng theo chặng | Thứ hạng theo chặng | Thứ hạng theo chặng | Thứ hạng theo chặng | Thứ hạng theo chặng | Số lần thực hiện Vượt rào |
| Đội                 | Quan hệ                | Tên đội          | 1ƒ1                 | 2                   | 3                   | ⊂4⋑                 | 5                   | 67                  | 7                   | 8                   | 9                   | 10                  | 11                  | 12                  | Số lần thực hiện Vượt rào |
| ------------------- | ---------------------- | ---------------- | ------------------- | ------------------- | ------------------- | ------------------- | ------------------- | ------------------- | ------------------- | ------------------- | ------------------- | ------------------- | ------------------- | ------------------- | ------------------------- |
| Kelsey & Joey       | Biên tập viên          | The Reporters    | 8                   | 7                   | 3                   | 4                   | 4                   | 3                   | 2                   | 2                   | 2⊃                  | 2                   | 2                   | 1                   | Kelsey 6, Joey 6          |
| Justin & Diana      | Đính hôn               | The Green Team   | 9                   | 1                   | 2                   | 1                   | 2                   | 1                   | 1                   | 1                   | 1                   | 1⊃                  | 39                  | 2                   | Justin 6, Diana 6         |
| Logan & Chris       | Phóng viên             | The Paparazzi    | 5                   | 4                   | 5                   | 6                   | 6                   | 6                   | 5                   | 4                   | 3                   | 4⊂                  | 1                   | 3                   | Logan 6, Chris 6          |
| Tiffany & Krista    | Cựu cổ động viên       | The Cheerleaders | 10                  | 6                   | 8                   | 8⊃5                 | 5                   | 2                   | 3                   | 5                   | 4                   | 3                   | 4                   |                     | Tiffany 5, Krista 5       |
| Denise & James Earl | Mẹ/Con trai            | Team Alabama     | 4                   | 3                   | 63                  | 3                   | 1ə6                 | 7                   | 6                   | 3                   | 5                   | 5                   |                     |                     | Denise 4, James Earl 6    |
| Tanner & Josh       | Bạn thân               | Team Texas       | 1                   | 2                   | 1                   | 2ε4                 | 3                   | 4                   | 4                   | 6                   | 6⊂                  |                     |                     |                     | Tanner 4, Josh 54 8       |
| Cindy & Rick        | Vợ chồng mới cưới      | Team ChacAttack  | 3                   | 5                   | 7                   | 5                   | 7                   | 5                   | 7                   |                     |                     |                     |                     |                     | Cindy 3, Rick 4           |
| Jazmine & Danielle  | Bạn thân/Vận động viên | The Track Stars  | 2                   | 8                   | 4                   | 7                   | 8                   |                     |                     |                     |                     |                     |                     |                     | Jazmine 2, Danielle 2     |
| Ernest & Jin        | Anh em                 | The Dancers      | 7                   | 9                   | 9                   |                     |                     |                     |                     |                     |                     |                     |                     |                     | Ernest 1, Jin 1           |
| Alex & Adam         | Anh em họ              | The Cousins      | 6                   | 10                  |                     |                     |                     |                     |                     |                     |                     |                     |                     |                     | Alex 1, Adam 0            |
| Kelly & Shevonne    | Đồng nghiệp            | Team TMZ         | 112                 |                     |                     |                     |                     |                     |                     |                     |                     |                     |                     |                     | Kelly 0, Shevonne 0       |

- Chữ đỏ thể hiện các đội đã bị loại khỏi cuộc đua.
- Chữ cam đậm thể hiện đội về nhất trong một chặng.
- Chữ xanh chỉ đội về cuối trong 1 chặng không loại và phải thực hiện Speed Bump trong chặng sau.
- Chữ xanh lá ƒ thể hiện đội giành được Fast Forward. Nếu nó ở trong số chặng đua, nó thể hiện rằng chặng đó có Fast Forward nhưng không đội nào sử dụng.
- Dấu ε thể hiện đội sử dụng Thẻ Ưu Tiên trong chặng đua.Dấu ə thể hiện đội sử dụng Thẻ Ưu Tiên thứ 2 trong chặng đua.
- Dấu gạch chân thể hiện sẽ không có thời gian nghỉ tại Trạm Dừng và tất cả các đội sẽ phải tiếp tục chặng đua. Đội về nhất Trạm Dừng đó sẽ vẫn nhận được một phần thưởng. Ngoài ra, sẽ không có đội nào bị loại khỏi cuộc đua vào cuối chặng, nhưng vào bất cứ thử thách nào của chặng kế tiếp, sẽ có một đội bị loại giữa chừng.
- Dấu ⊃ hoặc Dấu ⋑ chỉ các đội sử dụng Rào cản hoặc Rào cản Kép; Dấu ⊂ hoặc Dấu ⋐ chỉ các đội bị Rào cản/Rào cản Kép tác động; ⊂⋑ chỉ các đội bị Rào cản/Rào cản Kép tác dộng nhưng lại dùng Rào cản/Rào cản Kép lên đội khác; ⊂ và ⋑ xung quanh số chặng chỉ chặng đó có Rào cản/Rào cản kép nhưng không đội nào sử dụng.

1. ^  Justin & Diana đã giành được Fast Forward, tuy nhiên do thời tiết xấu nên Fast Forward không thể hoàn thành.
2. ^  Kelly & Shevonne hoàn thành Detour sau 3 tiếng và 45 phút, nhưng họ không thể tới Trạm Dừng. Phil đã đến Bãi biển Copacabana và thông báo rằng họ đã bị loại khỏi cuộc đua.
3. ^  Denise & James Earl hoàn thành chặng đua ở vị trí thứ 5, nhưng bị phạt 30 phút do Denise đã giúp con trai mình vượt qua Roadblock. Logan & Chris đã đến Trạm Dừng trong thời gian họ bị phạt, khiến họ tụt xuống vị trí thứ 6.
4. ^ Tanner & Josh sử dụng Thẻ Ưu Tiên của họ để bỏ qua Roadblock ở chặng 4. Do không ai trong số họ muốn Roadblock nên số lần Roadblock này không được tính. Khi Tanner & Josh về đích thứ 2 tại Trạm Dừng, Phil đã nói với họ rằng, các đội còn lại được yêu cầu tiếp tục cuộc đua và họ được quyền giao một Thẻ Ưu Tiên thứ 2 trong cuộc đua.
5. ^  Tiffany & Krista sử dụng U-Turn của họ để tác động tới Justin & Diana, nhưng vì Justin & Diana đã vượt qua trạm U-Turn nên U-Turn của họ vô tác dụng.
6. ^  Denise & James Earl đã sử dụng Thẻ Ưu Tiên thứ hai từ Tanner & Josh để giúp họ vượt qua Detour ở chặng 5.
7. ^  Chặng 6 có 2 thử thách Vượt rào. Các thành viên không làm thử thách Vượt rào đầu tiên sẽ làm cái tiếp theo.
8. ^  Với thử thách Speed Bump ở chặng 9, Tanner & Josh phải hoàn thành cả hai thử thách Vượt rào. Do Tanner chọn làm Roadblock trước khi cả hai đều phải làm Vượt rào, nên số lần Vượt rào của Tanner đã được có thêm trong tổng số lần Vượt rào của họ.
9. ^ Justin & Diana ban đầu về thứ 3, tuy nhiên họ bị phạt thời gian do đã đi phà từ Kowloon tới Ma Cao trong khi mật thư hướng dẫn các đội vào Sân bay Hong Kong–Macau Ferry tại Hong Kong. Thời gian phạt là 30 phút cộng với khoảng thời gian lợi được khi vi phạm (25 phút), tổng thời gian phạt là 55 phút. Tuy nhiên, nó không thay đổi vị trí của Justin & Diana.

## Tiêu đề mỗi chặng
Tiêu đề của mỗi chặng đều được lấy từ các thành viên trong các đội, ngoại trừ một số chặng đặc biệt thì được lấy từ người dẫn chương trình.
1. "A Little Too Much Beefcake" (Rio de Janeiro, Brazil) – Justin
2. "Get in There and Think Like a Dog" (Buenos Aires, Argentina) – Justin
3. "Where My Dogs At?" (San Antonio de Areco, Argentina) – Ernest
4. "Good Old Fashioned Spit In The Face" (Zambia) – Josh
5. "King of the Jungle" (Zimbabwe) – Joey
6. "My Tongue Doesn't Even Twist That Way" (Paris, Pháp) – Justin
7. "Full Speed Ahead, Captain! (Rotterdam, Hà Lan)" – Justin
8. "Krakow, I'm Gonna Get You (Kraków, Ba Lan)" – Tanner
9. "It's Always the Quiet Ones (Agra, Ấn Độ)" – Krista
10. "Bring the Fun, Baby! (Agra, Ấn Độ)" – Justin
11. "Its Not Easy Beating Green (Hong Kong & Ma Cao)" – Krista
12. "We Got a Chance, Baby! (Hoa Kỳ)" – Justin

## Phần thưởng
Phần thưởng của mỗi chặng sẽ được trao cho đội về nhất mỗi chặng. Những phần thưởng được tài trợ từ Travelocity, các giải thưởng khác cũng được tài trợ từ Ford và Fitbit.
- Chặng 1 – Thẻ Ưu Tiên - một loại thẻ giúp đội chơi bỏ qua một thử thách bất kì ngoại trừ Fast Forward, hạn lực tới hết chặng 5.
- Chặng 2 – Một chuyến du lịch cho hai người tới El Jadida, Morrocco.
- Chặng 3 – Một chuyến du lịch cho hai người tới Siem Reap, Campuchia.
- Chặng 4 – N/A (do đây là một chặng dài, nối tiếp tới chặng 5)
- Chặng 5 – Một chuyến du lịch cho hai người tới Bratislava, Slovakia.
- Chặng 6 – N/A (do đây là một chặng dài, nối tiếp tới chặng 7)
- Chặng 7 – Một phần thưởng tiền mặt tới từ Fitbit phù hợp với tổng số bước chân mà Justin & Diana đã đi trong chặng này: 31.873 đô la Mỹ. Fitbit cũng đã cho họ một lần mát xa trong 89 phút tại Trạm Dừng, tương ứng với nhịp tim cao nhất của Justin mà Justin đo được.
- Chặng 8 – Một chuyến du lịch cho hai người tới Thượng Hải, Trung Quốc.
- Chặng 9 –  Một chuyến du lịch cho hai người tới Honolulu, Hawaii.
- Chặng 10 – 5.000 đô la cho mỗi thành viên.
- Chặng 11 – Một chuyến du lịch cho hai người tới Cuzco, Peru.
- Chặng 12  – 1 triệu đô la Mỹ.

## Sơ lược cuộc đua

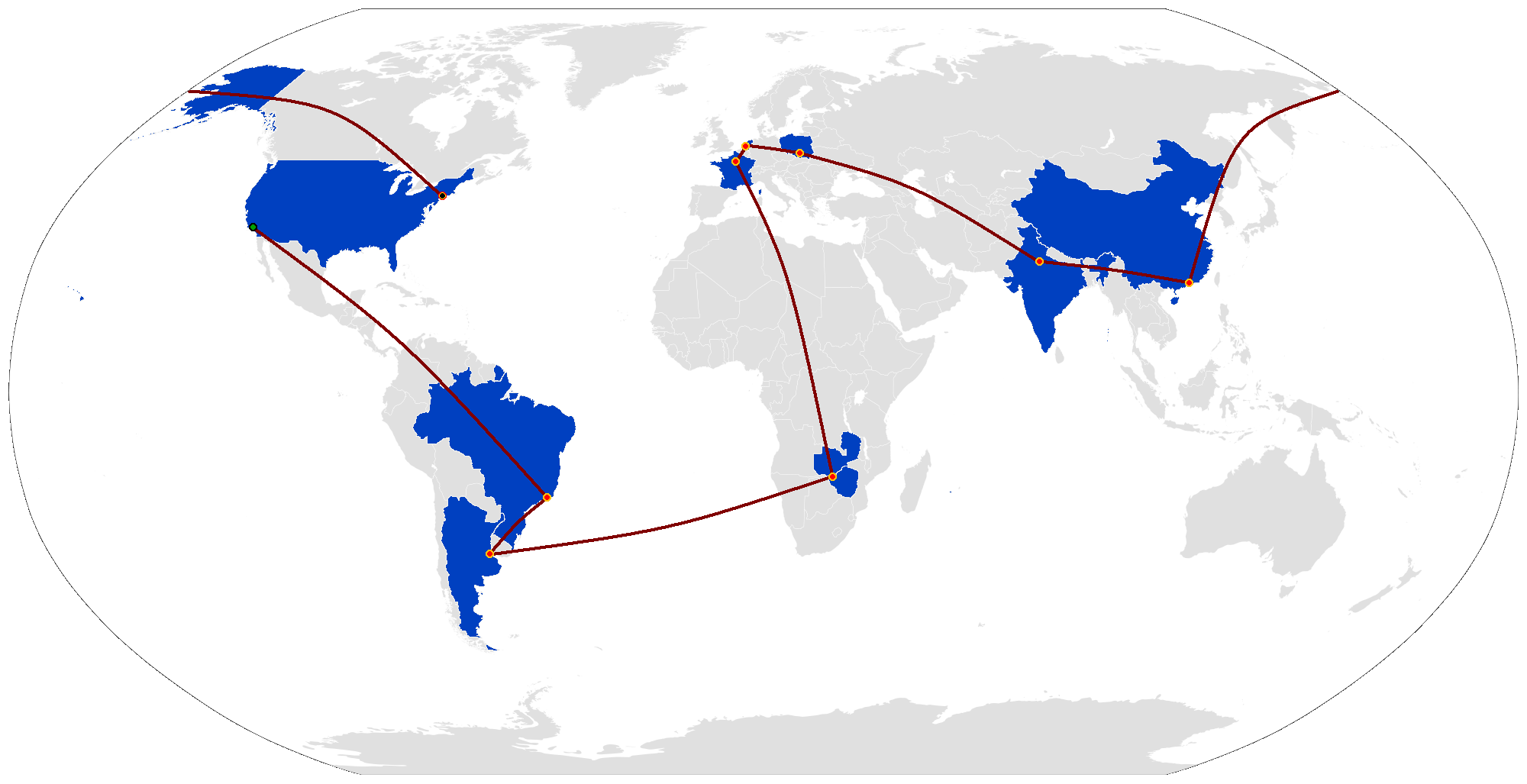
Bản đồ hành trình cuộc đua của The Amazing Race 27.

### Chặng 1 (Mỹ → Brazil)
Ngày phát sóng: 25/9/2015

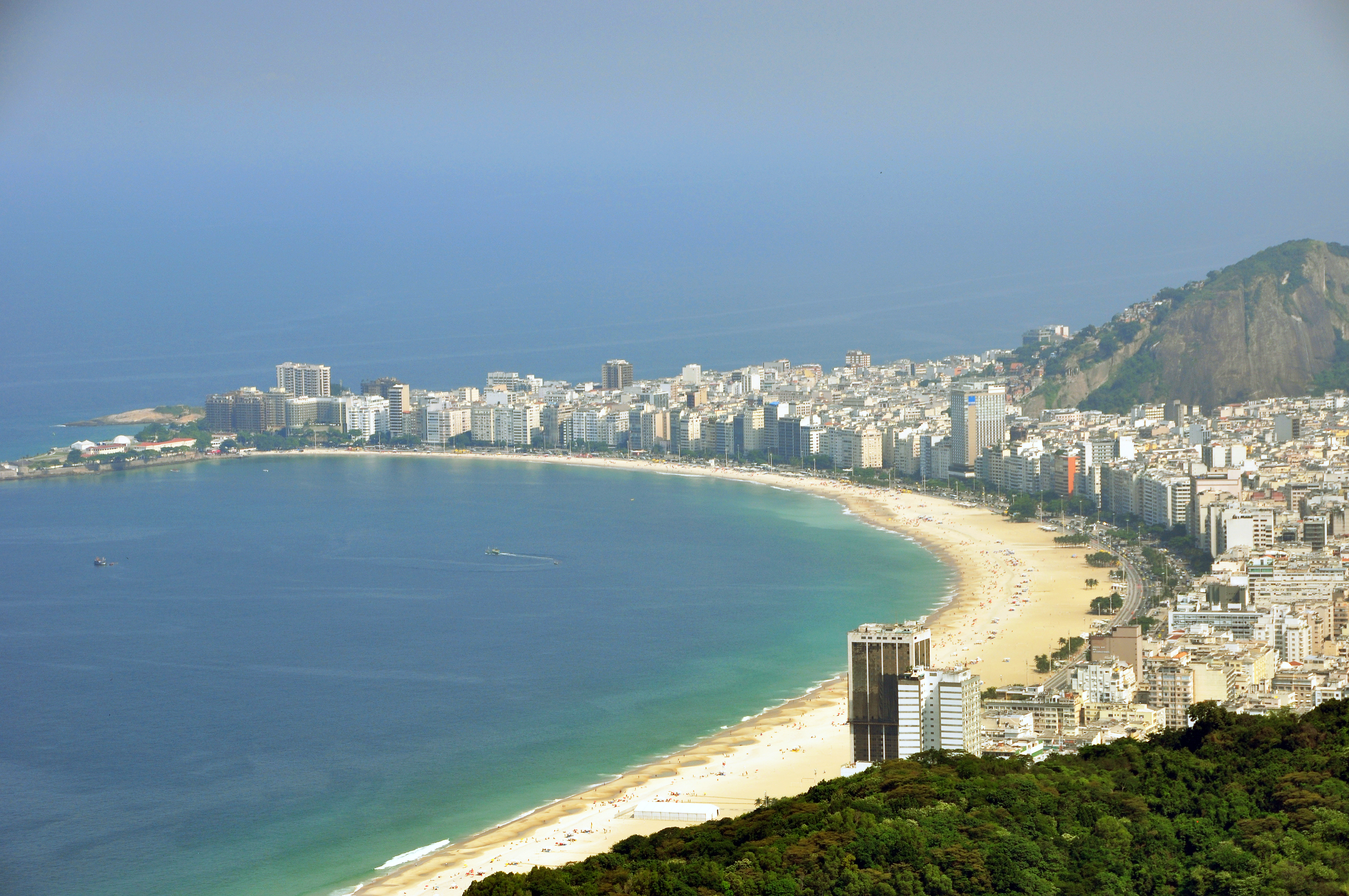
Detour tại Rio de Janeiro chỉ dẫn các đội đua thực hiện các thử thách liên quan tới Bãi biển Copacabana.

- Los Angeles, California, United States  (Venice Beach) (Vạch xuất phát)
- Marina del Rey (Mother's Beach tới Burton Chace Park)
- Los Angeles (Los Angeles International Airport)tới Rio de Janeiro, Ba Tây  (Rio de Janeiro–Galeão International Airport)
- Lagoa (Sân bay trực thăng Lagoa)
  - São Conrado (Clube São Conrado Free Flight) (Portuguese)
- Rio de Janeiro (Christ the Redeemer)
- Copacabana (Bãi biển Copacabana)
- Rio de Janeiro (Arpoador Lookout)

Vào lúc bắt đầu của The Amazing Race 27, khi cùng mọi người chờ đợi tại bãi biển Venice, California, Phil Keoghan nói với 11 đội rằng nơi họ sẽ bắt đàu chặng đầu tiên: Rio de Janeiro, Brazil. Nhiệm vụ đầu tiên của họ là đi taxi đến Mother's Beach tại Marina del Rey và lấy một chiếc xe đạp nước. Sau đó, họ sẽ lái xe đến Burton Chace Park. Đội đầu tiên hoàn thành nhiệm vụ này sẽ nhận được một tấm vé duy nhất trên chuyến bay đầu tiên trong khi tất cả các đội khác sẽ bay trên chuyến bay thứ hai, khởi hành nửa giờ sau đó.
Khi đến Rio de Janeiro, đội đã phải đi tới Sân bay trực thăng Lagoa để được hoặc là một Lộ trình hoặc một Fast Forward. Với Fast Forward, các đội đi tới Clube Sao Conrado Free Flight, nơi họ phải đi xe một tàu lượn treo từ Pedra Bonita và bay lên trên thành phố. Các đội đã không sử dụng Fast Forward mà dùng Lộ trình, đi trực thăng qua Christ the Redeemer trên đường đến Urca Hill. Sau khi hạ cánh, người quản lý máy bay trực thăng sẽ yêu cầu các đội trả lời một câu hỏi: ", tên của di tích bạn đã thông qua trong chuyến bay là gì?" Nếu đội nói câu trả lời đúng, là Christ the Redeemer, họ sẽ nhận được đầu mối tiếp theo cho họ.
Mật thư tiếp theo là một Lựa chọn Kép, và các đội sẽ chọn giữa Cát và Vỉa hè. Cả hai Lựa chọn Kép đều chỉ dẫn các đội đi tới bãi biển Copacabana, nơi họ mặc đồ bơi. Với Cát, các đội phải chơi một trận bóng chuyền bãi biển với các cầu thủ bóng chuyền bãi biển địa phương.Trong khi các cầu thủ kia không thể sử dụng tay để chơi, thì các đội có thể sử dụng. Nếu các đội giành được 6 điểm trước khi các cầu thủ kia giành được 18 điểm, họ sẽ nhận được mật thư tiếp theo. Ở Vỉa hè, các đội sẽ chơi trò chơi xếp hình tại vỉa hè Copacabana. Khi một đội hoàn thành trò chơi, họ sẽ nhận được mật thư tiếp theo. Cả hai mật thư tiếp theo đều chỉ dẫn các đội hoàn thành đi tới Arpoador Lookout để hoàn thành chặng đua tại Trạm Dừng.

### Chặng 2 (Brazil → Argentina)

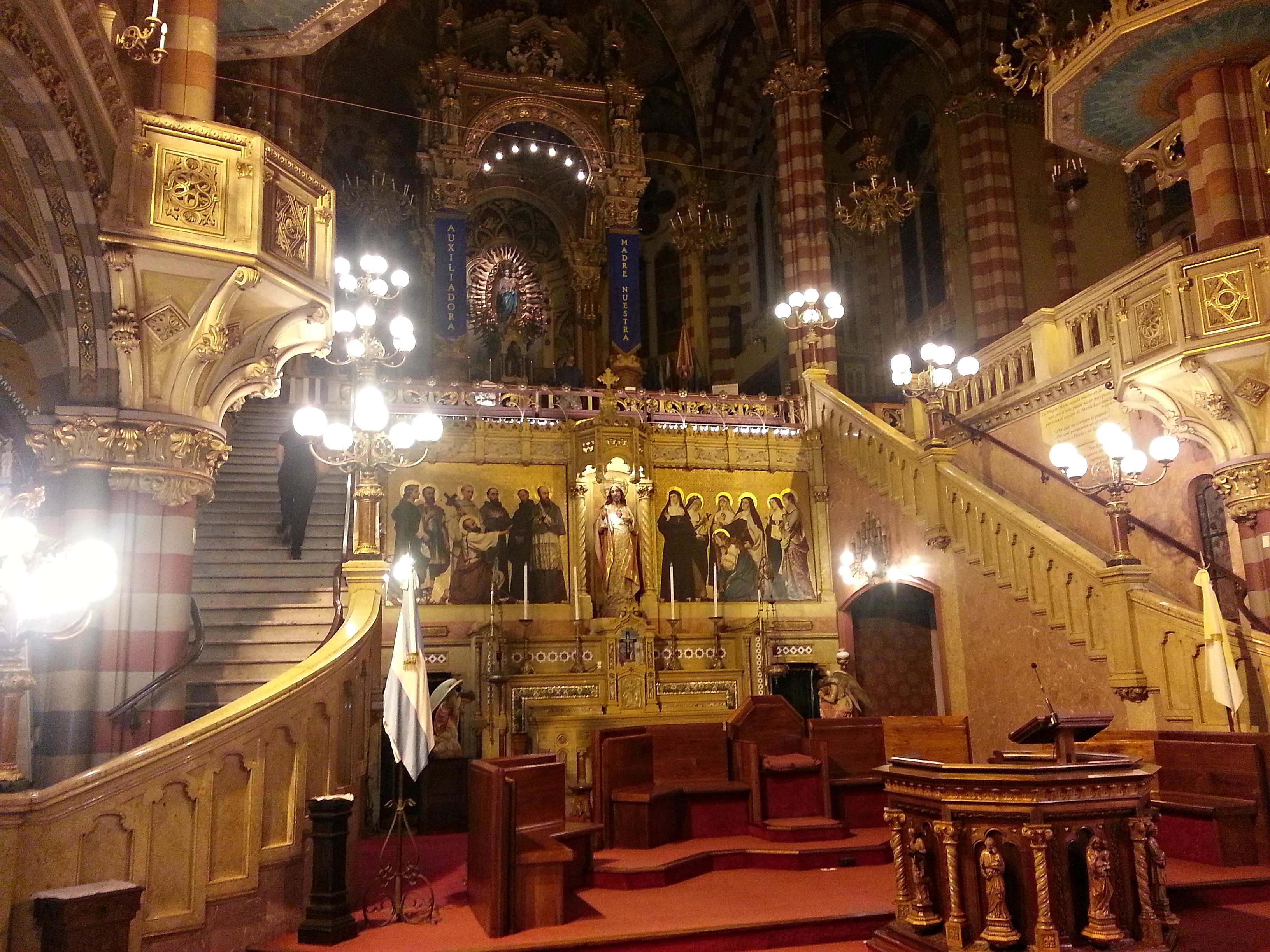
Sau khi các đội bay tới Buenos Aires, các đội sẽ đi tới một nhà thờ nổi tiếng của Argentina,nơi mà Pope Francis được rửa tội.

Ngày phát sóng: 2/10/2015
- Rio de Janeiro (Sân bay quốc tế Rio de Janeiro–Galeão) tới Buenos Aires, Á Căn Đình  (Ministro Pistarini International Airport)
- Almagro (Basílica María Auxiliadora y San Carlos)
- Villa Crespo (Giao điểm tại Uriarte, Fray Justo Santa Maria và El Salvador Streets) hoặc San Telmo (Plaza Dorrego – Gabriel del Campo Antique Shop[liên kết hỏng]) và Palermo (Plaza Intendente Seeber – Gazebo)
- San Isidro (Calle Bartolomé Mitre – AEREA 1º Escuela Mundial de Danza Aerea Lưu trữ ngày 5 tháng 10 năm 2015 tại Wayback Machine (Spanish))
- Palermo (Campo Argentino de Polo)

Tại điểm khởi đầu chặng thứ 2, các đội sẽ bay tới Buenos Aires, thủ đô của Argentina. Sau khi tới Buenos Aires, các đội sẽ tìm tới nơi Đức Giáo hoàng Francis được rửa tội và liên quan tới Basílica María Auxiliadora y San Carlos. Khi đã ở trong nhà thờ, các đội phải chọn một trong số thứ tự mà họ đến. Sáng hôm sau,các đội vào nhà thờ và tìm phòng bàn thờ, nơi linh mục cung cấp cho họ mật thư tiếp theo.
Mật thư Detour cho các đội lựa chọn Cartoneros hoặc Fletero. Trong Cartoneros, đội đi đến khu phố Villa Crespo tại giao điểm của Uriarte, Fray Justo Santa Maria và El Salvador Streets, nơi họ đã nhận một giỏ hàng, thu thập các tông từ thùng tái chế, và vận chuyển nó đến một chiếc xe tải phải để cân. Một khi các tông đạt tổng trọng lượng đủ  100 kg (220 lb), các công nhân sẽ cung cấp cho họ mối tiếp theo của họ. Tuy nhiên, chỉ có 8 xe có sẵn tại một thời điểm. Trong Fletero, các đội đi đến Plaza Dorrego và làm theo cách của họ đến Gabriel del Campo Antique Shop để chọn một bức tượng, từng mảnh, và đưa nó vào một chiếc xe tải. Một thành viên trong nhóm sẽ ngồi ở phía trước và đưa ra các hướng dẫn lái xe, trong khi khác sẽ giữ miếng pho tượng ở phía sau cho đến khi đạt được mục đích tiếp theo của họ, vọng lâu ở Plaza Intendente Sebeer. Một khi họ đến công viên, họ phải mang tất cả các miếng pho tượng, tái lập lại chúng cho đúng, và hiển thị cho giám đốc công viên. Nếu chính xác, họ sẽ có được mối tiếp theo của họ.
Mật thư tiếp theo hướng dẫn các đội đi tới Calle Bartolomé Mitre để tìm kiếm các hộp mật thư với đầu mối mối tiếp theo của họ, Roadblock, hỏi "Ai muốn đi ngang?" Một thành viên trong nhóm đã phải học một thói quen tango với một vũ công tango, trong nửa thứ hai của điệu nhảy họ đã khai thác và phải hoàn thành các bước trên các bức tường của một giai đoạn. Một khi họ thực hiện toàn bộ bước nhảy một cách chính xác, họ sẽ nhận được đầu mối tiếp theo của họ, hướng dẫn họ đến "Nhà thờ của Polo", đề cập đến Campo Argentino de Polo, để đi tới Trạm Dừng.

### Chặng 3 (Argentina)
Ngày phát sóng: 9/10/2015

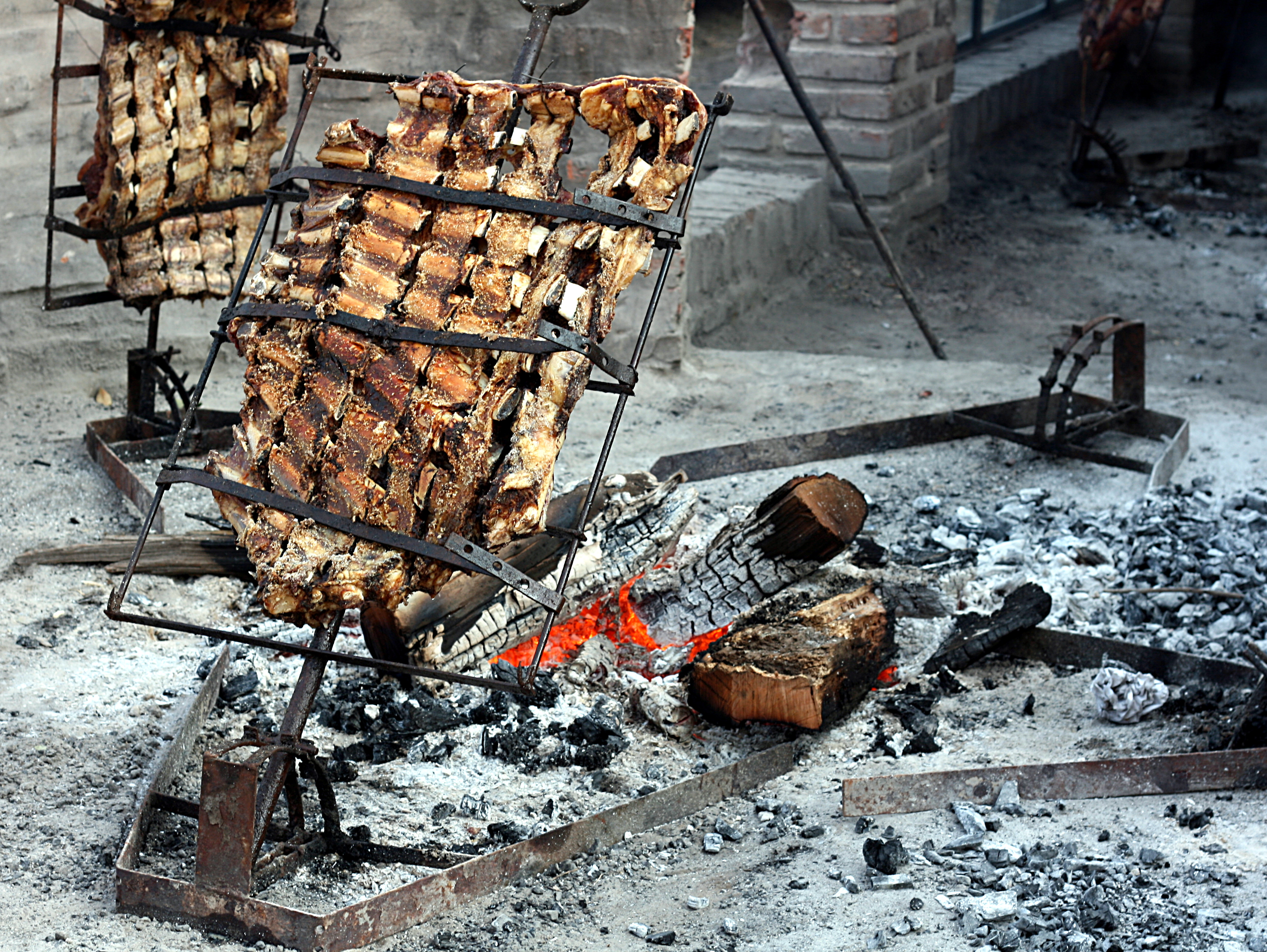
Ở thử thách Roadblock tại Pampas, các đội phải nướng một tập hợp gồm thịt cừu và thịt bò để làm asado, một món ăn truyền thống của Argentina.

- Retiro (Retiro bus station) tới San Antonio de Areco
- San Antonio de Areco (La Porteña)
- San Antonio de Areco (Plaza Principal)
- San Antonio de Areco (Boliche de Bessonart and Riverside hoặc La Cinacina Estancia)
- San Antonio de Areco (Parque Criollo y Museo Gauchesco Ricardo Güiraldes)

Vào lúc bắt đầu chặng, các đội đi bằng xe buýt đến thị trấn nông thôn San Antonio de Areco ở vùng Pampas. Khi đến, họ đã phải lựa chọn một chiếc xe tải nhỏ để tới nơi của họ tiếp theo, La Porteña, và đầu mối tiếp theo của họ. Tại trang trại La Porteña, các đội nhận được Roadblock hỏi, "Ai nóng bỏng?" Một thành viên trong nhóm phải treo đúng hai kệ của thịt cừu và một dẻ thịt bò vào một tập hợp các đồ ăn để nấu asado. Một khi các loại thịt được bảo đảm về mọi mặt, xiên que đúng cách, với các xương định hướng theo hướng đúng, với tiêu chuẩn đầu bếp trưởng, ông sẽ cung cấp cho họ mối tiếp theo của họ.
Sau khi vượt qua Roadblock, các đội mang một con cừu nướng và đi đến Plaza Principal và cung cấp cho các vị khách để nhận đầu mối tiếp theo của họ. Đầu mối tiếp theo là Detour: Horse hoặc Carriage. Với Horse, các đội phải chọn một cái vồ polo từ Plaza Principal, đi bộ đến Boliche de Bessonart và làm bánh polo. Sau đó, họ phải đi bộ đến một cây cầu và chọn ra một con ngựa, sau đó họ phải học cưỡi nó đúng cách và sau đó sử dụng nó để đi tới quảng trường. Trong Carriage, các đội phải chọn một loại buggy từ Plaza Principal, đi bộ đến La Estancia Cinacina. Ở đó, họ phải chọn mỗi người một bộ quần áo gaucho, rửa sạch một chiếc xe ngựa, sau đó đẩy nó vào một đàn ngựa đang chờ tại chuồng. Khi xe ngựa đã đi được, họ phải đi xe trở lại quảng trường. Sau cả hai lựa chọn của Detour, họ sẽ lấy ra một trong hai thứ: hoặc là một chiếc roi hoặc con ngựa cho người quản và nhận mật thư tiếp theo. Mật thư này hướng dẫn họ đi bộ tới Trạm Dừng tại Parque Criollo y Museo Gauchesco Ricardo Güiraldes.

### Chặng 4 (Argentina → Zambia → Zimbabwe)
Ngày phát sóng: 16/10/2015

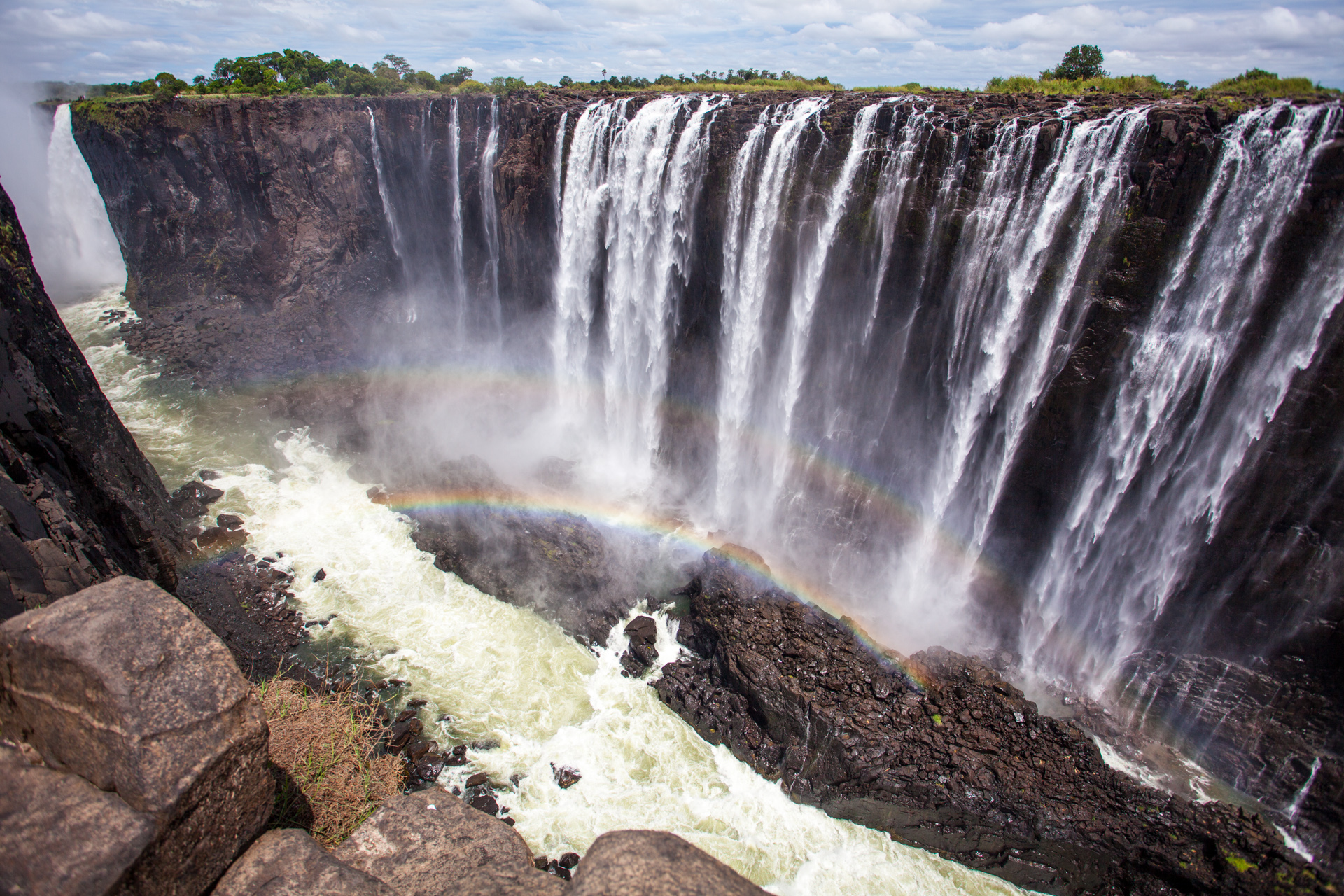
Khi ở Zambia, các đội đã được tham quan Victoria Falls, thác nước lớn nhất thế giới.

- San Antonio de Areco (Plaza Ruiz de Arellano)
- San Antonio de Areco (Bến xe bus Areco) tới Retiro, Buenos Aires (Bến xe bus Retiro)
- Buenos Aires (Sân bay Quốc tế Ministro Pistarini) tới Livingstone, Zambia  (Sân bay Quốc tế Harry Mwanga Nkumbula)
- Livingstone (Thị trấn Mukuni)
- Livingstone (Batoka Aerodrome)
- Mosi-oa-Tunya National Park (Victoria Falls – Cầu Knife's Edge)
- Victoria Falls, Zimbabwe  (Shoestrings Backpackers Lodge) (Phần còn lại là qua đêm)
- Victoria Falls (The Big Five Co-Op hoặc Victoria Falls Hotel)
- Victoria Falls (Rose of Charity Orphanage)

Sau khi dừng chân tại Trạm Dừng, các đội bắt đầu chặng 4 tại Plaza Ruiz de Arellano và được hướng dẫn đi đến Livingstone, Zambia. Có hai chuyến bay tới Livingstone,nhưng chỉ có một chuyến sớm hơn 15 phút. Khi tới Thị trấn Mukuni, các thành viên phải tham gia một buổi lễ chào mừng truyền thống, được ban phước bởi những người phụ nữ dân làng nơi đây: sử dụng nước để nhổ vào các thành viên để có được mật thư tiếp theo.
Đầu mối hướng dẫn các đội để đi tới Batoka Aerodrome và lấy một mật thư tiếp theo nữa,và đó là Roadblock: "Ai muốn vượt lên trên những bụi khói?". Một thành viên trong nhóm phải sử dụng máy bay MicroLight ở Victoria Falls. Họ phải xác định vị trí các điểm đánh dấu ở dưới cầu Knife's Edge. Sau khi hạ cánh, họ trở lại với thành viên trong đội của mình và phải đi tới chiếc cầu đó (không phải ở gần Victoria Falls Bridge) để có được đầu mối tiếp theo của họ, và nó đưa họ tới Shoestrings Backpackers Lodge, một nơi nằm gần Victoria Falls, Zimbabwe. Tại Lodge, các đội lựa chọn thẻ thứ tự theo hạng của mình, bắt đầu từ 08:00, 08:10 và 08:20 sáng ngày mai.
Sáng hôm sau, các đội có được mật thư mới của họ và một Detour: Co-Op hoặc Croquet. Trong Co-Op, các đội đi tới The Big Five Co-Op và phải sơn một con hươu cao cổ bằng gỗ với một cây đánh bóng và chạm khắc. Khi nó đã được sơn đúng cách và tốt, người chỉ dẫn sẽ đưa đầu mối tiếp theo cho họ. Trong Croquet, các đội đi tới Victoria Falls Hotel và chơi croquet với ít nhất 5 điểm so với các cầu thủ chuyên nghiệp. Sau khi ghi bàn và hoàn thành, họ sẽ nhận được đầu mối tiếp theo của họ. Cả hai đầu mối hướng dẫn họ đi tới Trại trẻ mồ côi Roses Charity tại Trạm Dừng. Trước khi vào trại trẻ, họ đã tới chỗ U-Turn để sử dụng U-Turn tác động các đội khác. Tuy nhiên, Phil thông báo với các đội rằng chặng này sẽ còn tiếp tục và đưa cho các đội mật thư tiếp theo.

### Chặng 5 (Zimbabwe)
Ngày khởi hành: 23/10/2015

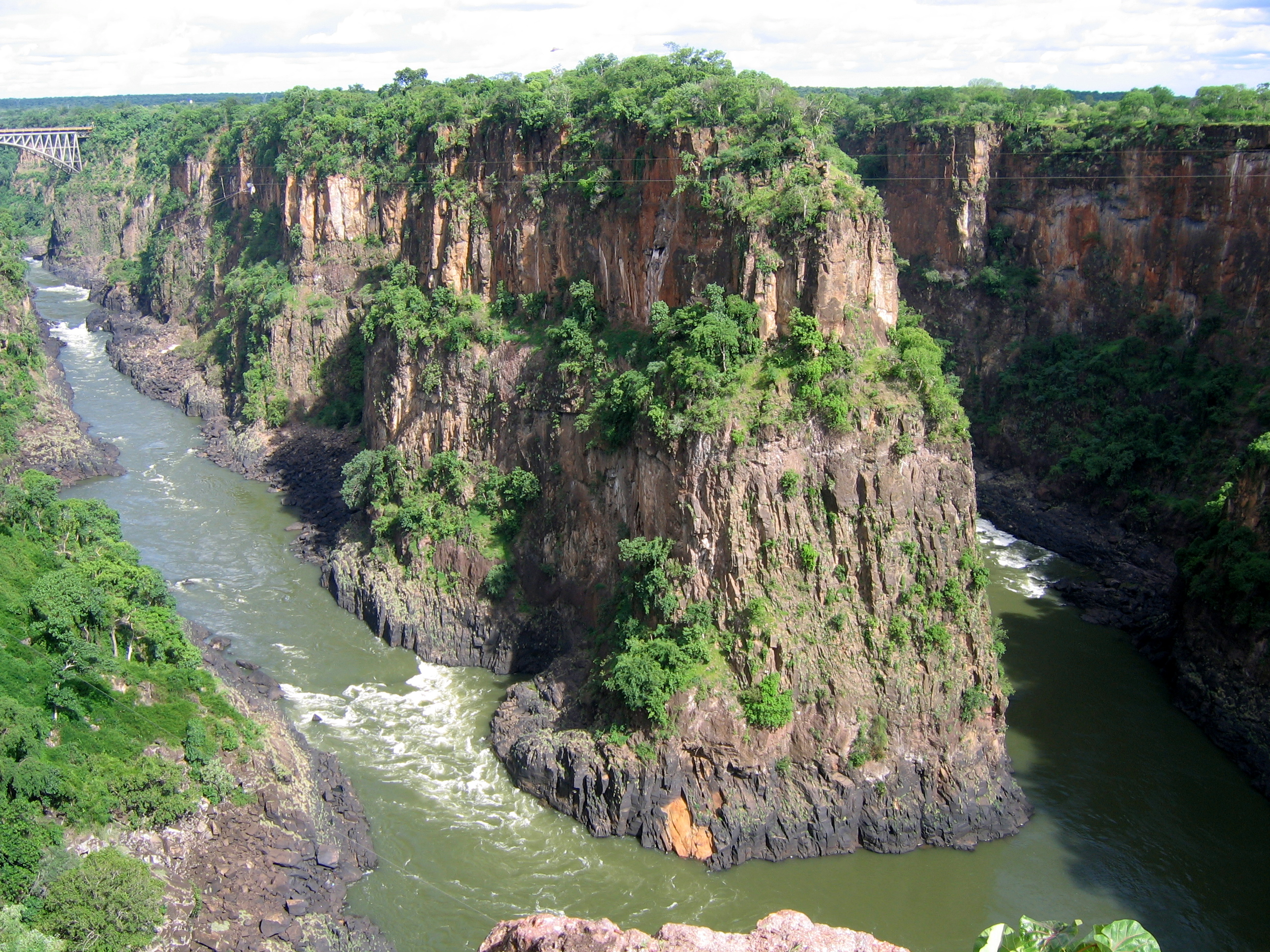
Tại chặng này, các đội đã được nhận một Thử thách Tiếp diễn từ The Amazing Race 1 tại Bakota Gorge.

- Victoria Falls, Zimbabwe  (Batoka Gorge)[11]
- Victoria Falls (Bakota Gorge)
- Victoria Falls (Crocodile Cage Diving hoặc A Zambezi River Lodge)
- Victoria Falls (The Lion Encounter)
- Victoria Falls (Masuwe Private Game Reserve)

Các đội nhận được các đầu mối tại Trạm Dừng và tiếp tục đi tới Lookout Cafe để tìm kiếm đầu mối tiếp theo -  Roadblock và nó hỏi "Ai muốn vượt núi theo ý mình?". Một thành viên trong nhóm tham gia vào một Thử thách tiếp diễn - Switchback với nhiệm vụ đầu tiên từ mùa 1. Các thành viên trong nhóm phải đeo một chiếc dây đu và rơi tự do từ độ cao 200 feet (61 m) tới Bakota Gorge và đu trên sông Zambezi. Khi họ trở lại, họ sẽ có được đầu mối tiếp theo.
Đầu mối tiếp theo là Detour với sự lựa chọn giữa Crocs hoặc Canoes. Với Crocs, các đội phải đi tới Crocodile Cage Diving tại Elephants Walk Shopping và Artist Village, sau đó mặc đồ lặn và lặn xuống trong một cái lồng bằng kim loại để mang thức ăn cho ba con cá sấu Nile với gậy. Khi chúng được nhận thức ăn, họ sẽ nhận đầu mối tiếp theo. Trong Canoes, đội đi đến khu vực sông Zambezi, sau đó họ nhận một chiếc xuồng và chèo qua sông. Khi họ đến bờ sông bên kia, thành viên chỉ dẫn sẽ mời một thành viên trong đội của họ trèo lên cây để lấy đầu mối từ một tổ chim kền kền.
Đầu mối tiếp theo hướng dẫn họ đi tới Encounter Lion tại Masuwe Safari Lodge, sau đó họ đi bộ qua những bụi cây theo đường chỉ dẫn và hai con sư tử để tìm đầu mối tiếp theo trong một chiếc hộp sọ, và chỉ có hai đội được lấy cùng một thời điểm. Đầu mối hướng dẫn họ đi bộ đến Masuwe Private Game Reserve và nhận một tấm vải lớn để buộc quanh vòng đầu của họ. Mỗi đội sau đó sẽ lấy một giỏ trái cây tại Masuwe Lodge, để chúng trên đầu và đi từng bước cẩn thận tới Trạm Dừng chặng 5.

### Chặng 6 (Zimbabwe → Pháp)

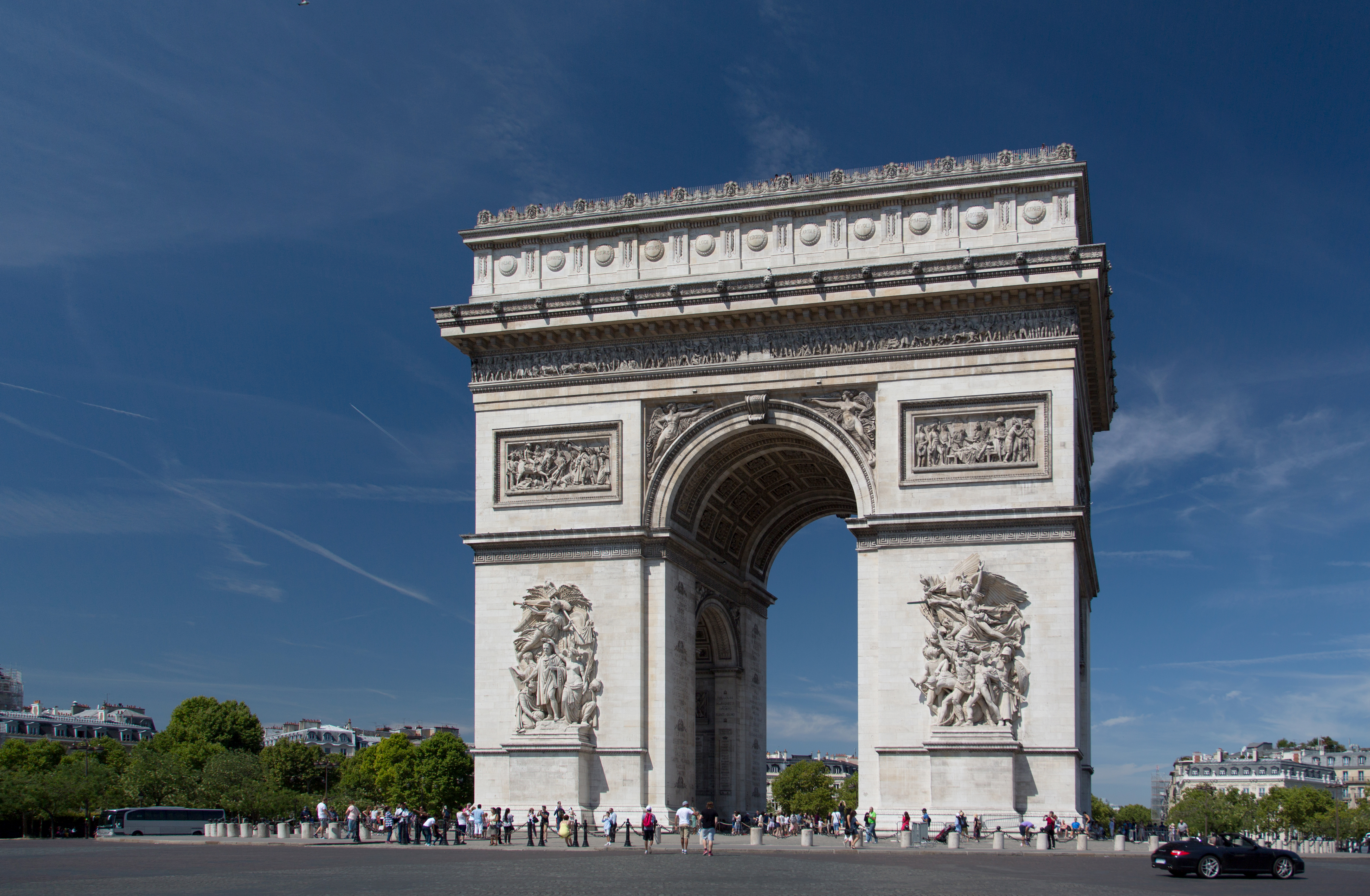
Khải Hoàn Môn, một địa danh nổi tiếng thế giới tại Paris, là Trạm Dừng của chặng này.

Ngày phát sóng: 30/10/2015
- Victoria Falls National Park (Victoria Falls Bridge)
- Livingstone, Zambia (Sân bay quốc tế Harry Mwanga Nkumbula) tới Paris, Pháp (Sân bay Charles de Gaulle)
- Roissy-en-France (Aéroport Charles de Gaulle 2 TGV) tới La Ferté-Alais (Gare de La Ferté-Alais (French))
- Cerny (Aérodrome Musée Volant Salis (French))
- La Ferté-Alais (Gare de La Ferté-Alais) tới Paris
- Paris (Sacré-Cœur Basilica – Square Louise-Michel (French))
- Paris (Quai de la Tournelle or La Coupole (French))
- Paris (Pont Alexandre III)
- Paris (Arc de Triomphe)

Các đội bắt đầu chặng tiếp theo tại Zimbabwe và nhận được một thử thách Vượt rào, hỏi: "Ai muốn trái tim của mình đập mạnh hơn?". Nhận được mật thư, họ đi tới cây cầu Victoria Falls. Một thành viên trong đội sẽ đeo dây an toàn và nhảy bungee từ độ cao 364 feet (111 m). Khi họ trở lại cầu, họ phải viết ra nhịp tim của họ dựa trên thông tin hoạt động của họ bằng cách sử dụng một đồng hồ thông minh Fitbit. Các đội được khuyên rằng đồng hồ thông minh này sẽ ở trong suốt cuộc đua và họ nên sử dụng nó. Sau đó, họ nhận được đầu mối tiếp theo của họ và được hướng dẫn để đi tới Paris, Pháp.
Khi đến Pháp, họ đi đến Aerodrome Musée Volant Salis tại thị trấn La Ferté-Alais. Tại Aerodrome, họ tìm mật thư tiếp theo của họ và là một thử thách Vượt rào nữa, hỏi "Ai muốn có cảm giác cách mạng?". Một thành viên trong nhóm không tham gia Vượt rào trước sẽ phải điều khiển một máy bay cổ điển Boeing PT-17 hai tầng cánh qua vùng nông thôn Pháp và ở tại chỗ có ba từ phương châm của Cách mạng Pháp nhìn từ mặt đất: Liberté, égalité, Fraternité. Khi họ đọc đúng lời phương châm này, một người hướng dẫn sẽ đưa họ đầu mối tiếp theo, đưa họ đi bằng tàu quay lại Paris và tìm kiếm căn cứ của Quảng trường Louise-Michel quanh Sacré-Cœur Basilica để tìm kiếm Le Fantôme Blanc, và nhận mật thư tiếp theo của họ.
Thử thách tiếp theo là Lựa chọn Kép, cho hai lựa chọn để các đội lựa chọn giữa Drops Mic hoặc Bust a Crab. Trong Drops Mic, đội đã phải đi đến Quai de la Tournelle và thực hiện một bài hát rap trong tiêu chuẩn của rapper người Pháp Passi. Nếu họ hát đúng lời Pháp, nhịp điệu và rung cảm tốt, Passi sẽ đưa cho họ đầu mối tiếp theo. Trong Bust A Crab, các đội đi đến nhà hàng La Coupole, nơi họ làm việc tại nơi chế biến cua của Pháp, Royal Platter. Họ phải lột vỏ và chế biến cua đúng cách để đáp ứng với các tiêu chuẩn của đầu bếp. Sau cả hai Lựa chọn Kép, các đội nhận được một tấm bưu thiếp với một cây cầu. Với nhiệm vụ dọc đường, đầu mối miêu tả một hình dáng về vị trí tiếp theo của họ: Pont Alexandre III và tìm kiếm đầu mối tiếp theo của họ, hướng dẫn họ đến Trạm Dừng tại Khải Hoàn Môn. Tại Trạm Dừng, Phil đã thông báo cho các đội đây là chặng dài và các đội sẽ tiếp tục cuộc đua.

### Chặng 7 (Pháp → Hà Lan)
Ngày phát sóng: 6 tháng 11 năm 2015[16]

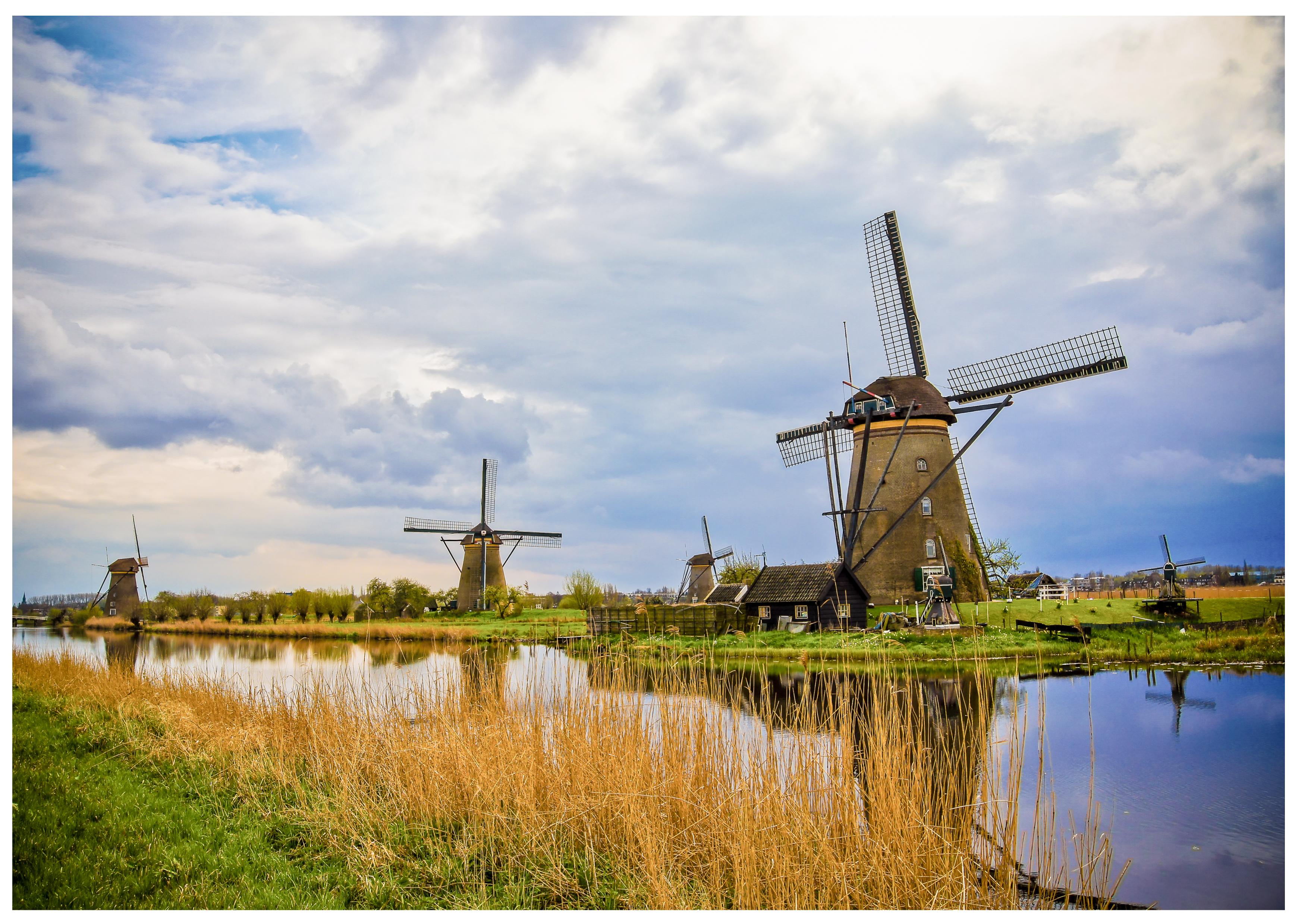
Những cối xay gió xung quanh Kinderdijk là địa điểm của Roadblock trong chặng này, nơi mà họ sẽ tìm kiếm bản sao của bức tranh nổi tiếng thế giới của Van Gogh, Sunflower.

- Paris (Gare du Nord) tới Rotterdam, Hà Lan  (Rotterdam Centraal)
- Rotterdam (Leuvehaven (Dutch) – Vessel 11) (Phần còn lại là qua đêm)
- Rotterdam (Kop van Zuid) tới Molenwaard (Kinderdijk Windmill)
- Schiedam (Nolet Distillery)
- Rotterdam (Ship hoặc Skip)
- Rotterdam (Rotterdam Centraal) tới The Hague (Den Haag Centraal)
- The Hague (Peace Palace)

Các đội nhận được mật thư của họ tại Trạm Dừng và đã đi du lịch bằng tàu hỏa đến thành phố Rotterdam, Hà Lan. Ngoài ra, họ nhận được một hình ảnh của một con tàu và phải tìm ra vị trí tiếp theo của họ là tại tàu số 11. Khi đến, các đội đã chọn một thời gian khởi hành và sau đó trải qua đêm trên tàu. Thời gian khởi hành trong khoảng thời gian 15 phút cho ngày hôm sau. Thời gian khởi hành sớm nhất là 5:00 và thời gian khởi hành muộn nhất là 06:30.
Sáng hôm sau, các đội nhận được mật thư của họ và phải di chuyển bằng taxi nước từ Kop van Zuid với cối xay gió ở Kinderdijk để có được đầu mối tiếp theo của họ, được cho Roadblock, hỏi "Ai muốn chọn hoa hướng dương?" Một thành viên trong nhóm phải tìm thấy một bản sao chính xác của "Sunflower", bức tranh nổi tiếng thế giới được đặt xung quanh các cối xay gió gần đó. Nếu họ tìm thấy sự trùng lặp chính xác, một thành viên chỉ dẫn sẽ cung cấp cho họ mối tiếp theo của họ. Các mật thư hướng dẫn các đội ghi lại nhịp tim cao nhất của họ từ chặng trước và nhịp tim của họ từ Roadblock của chặng này được đặt xung quanh cối xay gió gần đó. Nếu họ tìm thấy sự khác biệt chính xác, một thành viên chỉ dẫn sẽ cung cấp cho họ mật thư tiếp theo của họ. Sự khác biệt đó sẽ bằng số lượng hoa tulip họ phải nhận và giao cho một người bán hoa để nhận mật thư tiếp theo của họ.
Các mật thư chỉ cho các đội đi tàu thủy tới Nolet Distillery nhận mật thư tiếp theo của họ: Detour, cho sự lựa chọn giữa Ship hay Skip. Với cả hai Detour, các đội phải đi xe điện đến một địa điểm cụ thể. Trong Ship, các đội đến Tháp Millennium và sử dụng một chuyến đào tạo, và họ sẽ di chuyển một mô phỏng của Rotterdam Harbour trong thời tiết mưa bão để hoàn thành một nhiệm vụ thứ nhất. Phần đầu tiên của nhiệm vụ này là cung cấp một thí điểm cho một chiếc tàu. Phần thứ hai là trợ giúp một chiếc tàu bị nạn. Nếu nhiệm vụ của họ hoàn thành trong 5 phút, đội trưởng sẽ cung cấp cho họ mật thư tiếp theo của họ. Nếu họ thất bại trong nhiệm vụ này, các đội phải chờ và cố gắng một lần nữa. Trong Skip, các đội tới Cầu Erasmus và phải hoàn thành một Double Dutch trên một sợi dây nhảy trong 45 giây để nhận mật thư tiếp theo của họ. Cả hai mật thư đều hướng dẫn các đội đi bằng tàu hỏa đến The Hague và đi một chiếc tàu điện vào Trạm Dừng tại Peace Palace.

### Chặng 8 (Hà Lan → Ba Lan)

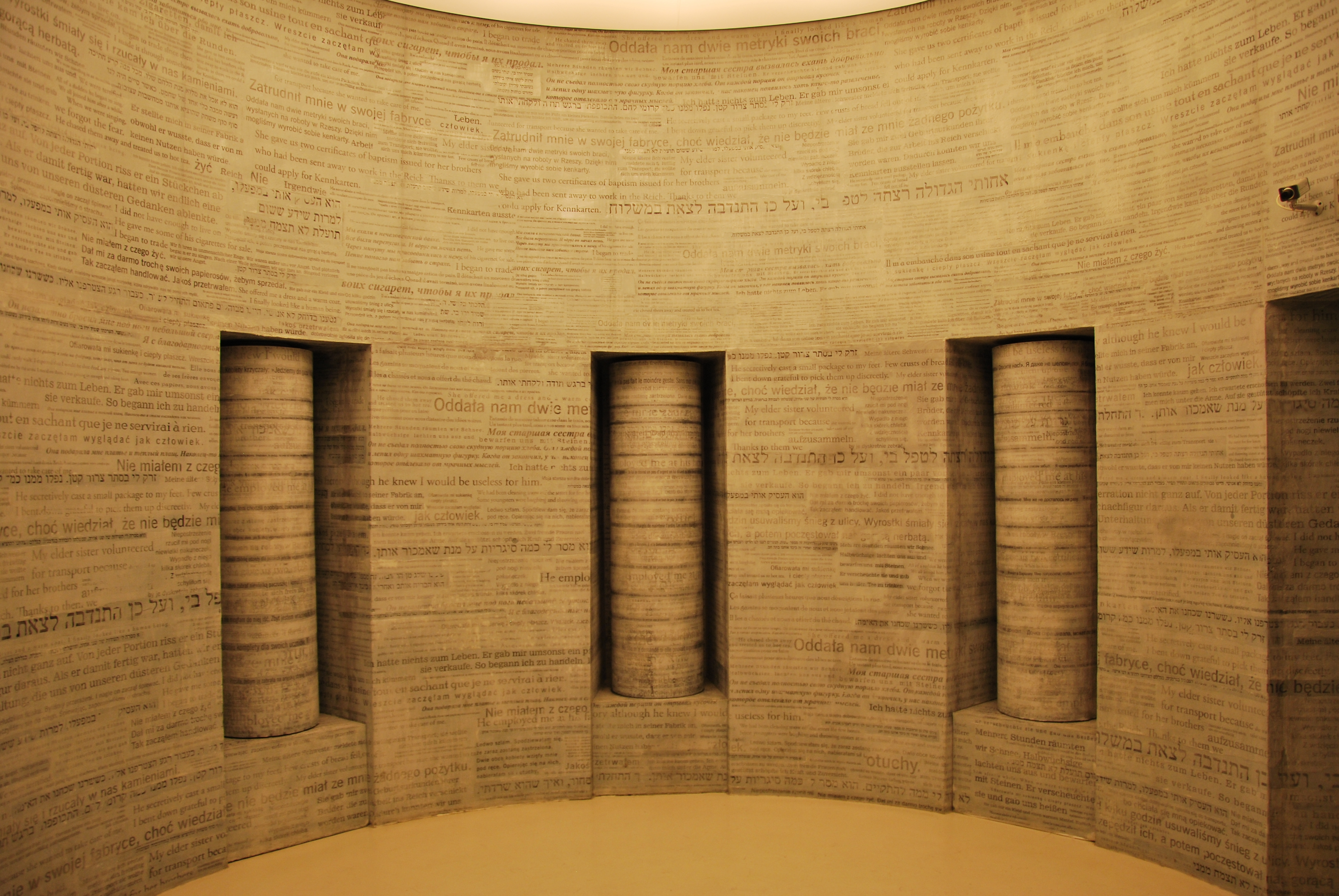
Tại Kraków, các đội sẽ đến thăm nhà tù khét tiếng Oskar Schindler Factory để tưởng niệm những người Do Thái bị giết hại trong Thế chiến Thứ hai.

- The Hague (Bến xe Den Haag) tới Amsterdam (Bến xe Schiphol)
- Amsterdam (Sân bay Amsterdam Schiphol) tới Kraków, Ba Lan(Sân bay quốc tế John Paul II Kraków–Balice)
- Kraków (Plaża Kraków)
- Wieliczka (Wieliczka Salt Mine) hoặc Kraków (Main Square)
- Kraków (Nhà máy Oskar Schindler)
- Kraków (Kazimierz)
- Kraków (Klezmer-Hois)

Bắt đầu chặng mới, các đội nhận được mật thư của họ chỉ dẫn bay tới Kraków, Ba Lan. Họ được cung cấp một chiếc điện thoại thông minh sử dụng ứng dụng Travelocity để đặt một trong hai chuyến bay đến Kraków với thời gian đến sớm nhất là 12:40. Khi đến Kraków, họ phải đi đến Plaza Kraków, một khách sạn nằm trên bờ sông Vistula. Khi đó, một thành viên trong nhóm bơi xuống hồ tìm kiếm các mật thư tiếp theo ở phía dưới.
Mật thư chỉ dẫn là Detour, cho các đội lựa chọn Mine hoặc Music. Trong Mine, các đội đi tới Wieliczka Salt Mine và phải đi xuống 1.000 feet (300 m) để vào tới mỏ muối. Sau đó, họ phải vác một tấm gỗ lớn vào một khu vực chờ. Sau đó, sau khi lấp đầy chúng vào một mỏ muối, họ phải đẩy muối trở lại thông qua các đường hầm, nơi một người thợ mỏ sẽ giao cho họ mật thư tiếp theo. Trong Music, các đội phải đi đến quảng trường chính của thành phố, nơi họ phải chọn một nghệ sĩ piano chuyên nghiệp, học một chút về âm nhạc và chơi piano trên đường phố. Sau đó, họ phải thực hiện một bản song ca với một nghệ sĩ violin để thu hút sự đóng góp từ người qua đường. Một khi họ kiếm được 100 zł (khoảng 25 đô la Mỹ), họ sẽ nhận được mật thư tiếp theo của họ từ các nghệ sĩ.
Mật thư chỉ dẫn các đội tới Nhà tù Oskar Schindler, nơi từng chứa hơn một nghìn người Do Thái tại Kraków Ghetto. Họ được phép vào nhà máy với một hướng dẫn viên chính thức để tưởng niệm những người Do Thái bị giết hại trên toàn thế giới. Sau đó, họ đi qua văn phòng của Schindler, nhìn vào 1.200 bảng tên bên trong phòng tưởng niệm. Một khi họ đã tưởng niệm xong, một quan chức bảo tàng sẽ cung cấp cho họ mật thư tiếp theo.
Mật thư chỉ dẫn các đội đến Kazimierz, khu phố Do Thái của thành phố, để tìm kiếm những mật thư tiếp theo trên đường phố, là Roadblock, hỏi "Ai có thể xử lý một đơn đặt hàng lớn?" Sử dụng một danh sách tham khảo, một thành viên trong nhóm các đội sẽ xác định bảy món ăn truyền thống của người Do Thái theo đúng thứ tự, và sau đó để các món ăn lên một cái khay đi tới một nhà hàng gần đó, Klezmer-Hois, cũng là vị trí của Trạm Dừng. Một khi tất cả các món ăn đều chính xác, chủ nhà hàng sẽ cung cấp cho họ mật thư tiếp theo, hướng dẫn họ vào nhà hàng để điểm danh tại Trạm Dừng.

### Chặng 9(Ba Lan → Ấn Độ)

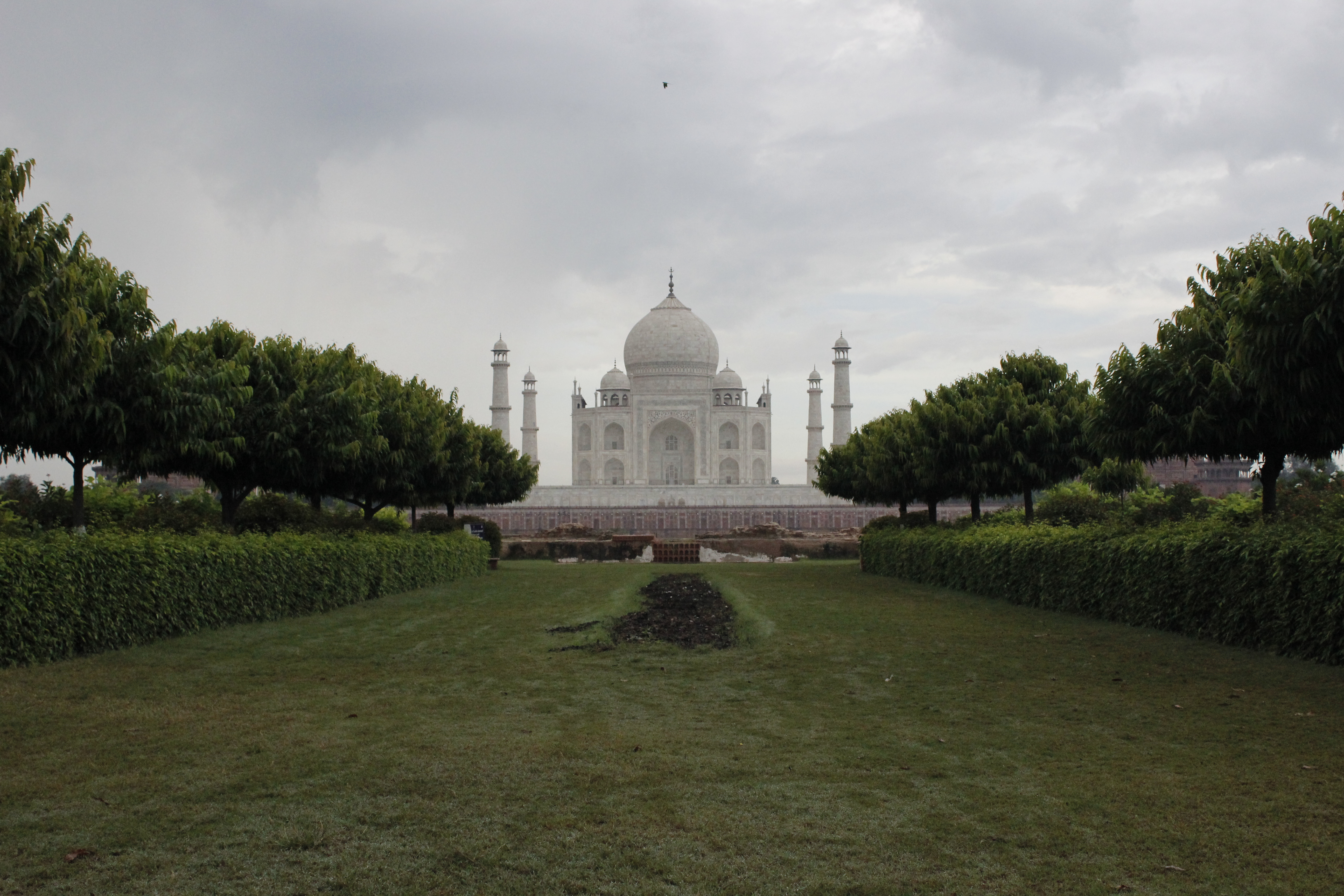
Mehtab Bagh tại Agra, nơi có thể nhìn thấy địa danh nổi tiếng Taj Mahal, là Trạm Dừng của chặng này.

Ngày phát sóng: 20 tháng 11 năm 2015
- Kraków (Sân bay quốc tế John Paul II Kraków–Balice) tới Delhi, Ấn Độ (Sân bay quốc tế Indira Gandhi)
- New Delhi (Bến xe New Delhi) tới Agra (Bến xe Agra Cantonment)
- Agra (Sông Yamuna)  -   (Tanner & Josh)
- Agra (Johri Bazar – Đền Hanuman)
- Agra (Vòng xoay Bijili Ghar Shahadra)
- Agra (Mehtab Bagh)

Bắt đầu chặng, các đội được mật thư hướng dẫn bay đến Delhi, Ấn Độ, sau đó đi tàu hỏa đến Agra. Khi đó, họ đã phải tìm kiếm các mật thư tiếp theo của họ trên bãi biển gần Hathi Ghat, Roadblock, hỏi "Ai đã sẵn sàng cho ngày giặt?" Sử dụng một chiếc xe đạp, một thành viên trong nhóm đã phải vận chuyển một túi sari Ấn Độ xuống bờ sông Yamuna, nơi họ được chỉ cách để buộc chúng theo một cách truyền thống để rửa trang phục. Một khi tất cả các sari được rửa sạch một cách chính xác, họ sẽ bê chúng vào trong một cái chậu, sau đó vận chuyển chúng qua các bãi biển và đặt chúng ra để khô. Sau khi hoàn thành, họ nhận được mật thư tiếp theo của họ. Đối với Speed Bump, Tanner & Josh sẽ làm trước để có thể làm tiếp Roadblock.
Mật thư tiếp nhận các đội gửi đến đền Hanuman ở Johri Bazaar để nhận những lời chúc Ấn Độ truyền thống và mật thư tiếp theo của họ, Detour, tạo cho họ sự lựa chọn của Cans hay Candy. Trong Cans, các đội sẽ chở 120 can dầu ăn bằng kim loại lên một chiếc xe đạp và bàn đạp qua đường phố đông đúc để cung cấp chúng cho Công ty Dầu New Taj. Một khi tất cả các can dầu đã được giao, họ nhận được mật thư tiếp theo. Trong Candy, các đội sẽ phải sử dụng một tấm ván có những viên tròn hình dưa hấu, cắt từng miếng nhỏ từ dưa hấu mùa đông, được sử dụng để thực hiện một loại bánh kẹo Ấn Độ gọi là "petha". Khi có một thùng kẹo nặng gần 1 mann (90 kg), họ sẽ cung cấp cho cửa hàng kẹo Panchi Petha để nhận mật thư tiếp theo của họ.
Mật thư đã nhận được chỉ thị cho các đội để thực hiện theo cách của họ đến Vòng xoay Bijili Ghar Shahadra để tìm kiếm mật thư tiếp theo của họ, và các hội đồng U-Turn. Các mật thư hướng dẫn các đội để đi tới "Moonlight Garden", địa phương gọi là Mehtab Bagh, qua địa danh Taj Mahal nổi tiếng, và tìm kiếm các mật thư hướng dẫn các đội điểm danh tại Trạm Dừng.

### Chặng 10 (Ấn Độ)

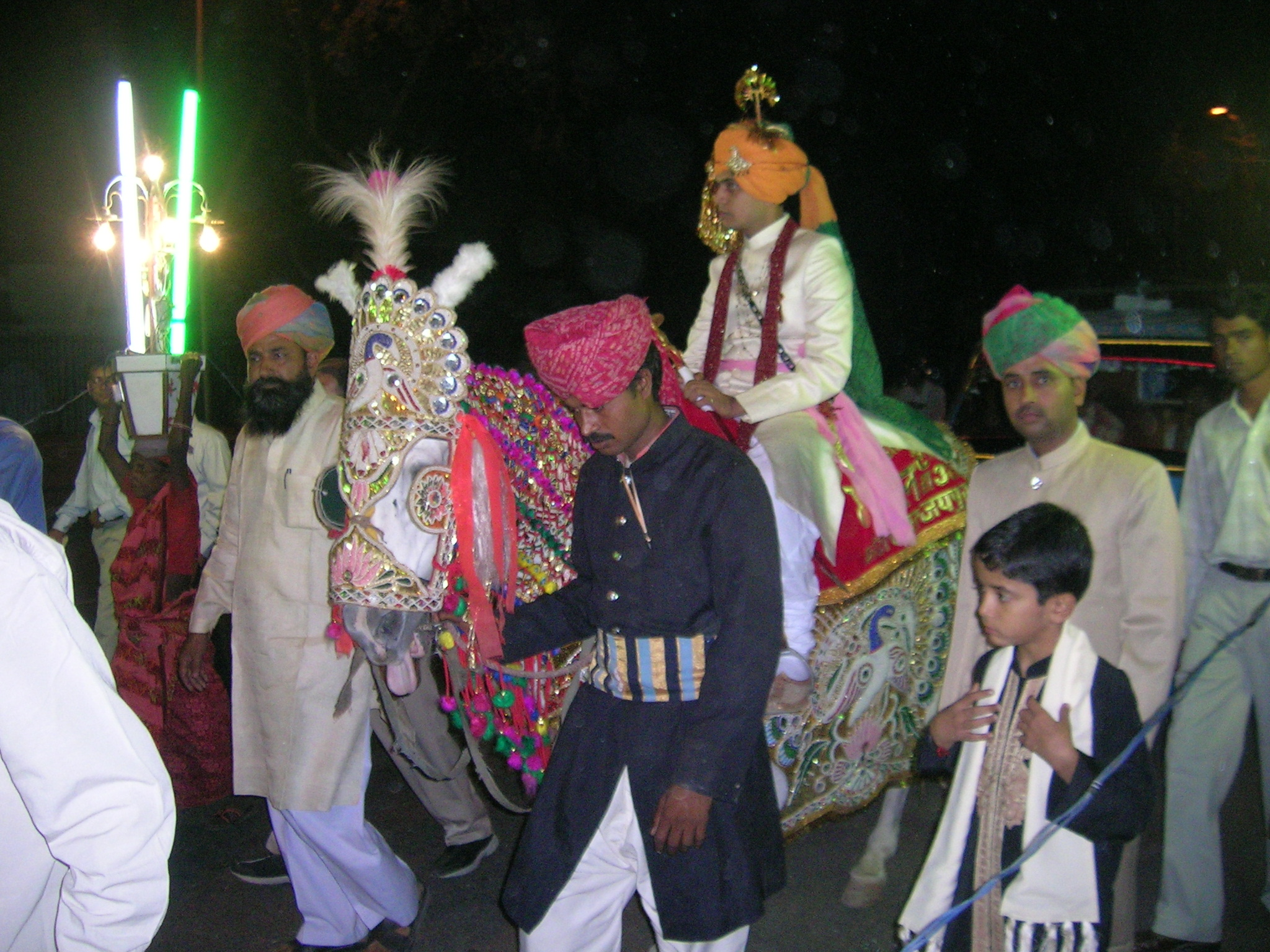
Chân này của cuộc đua đã vinh danh với truyền thống của Ấn Độcác nghi lễ, bao gồm Baraat.

Ngày phát sóng: 27 tháng 11 năm 2015
- Agra (Kachora Bazaar)
- Shamsabad, Agra (Shri Ram Complex)
- Agra (Shri Raj Complex – Goyal Book Store)
- Shamsabad, Agra (Nông trại Shri Ramchandra)

Đội đã bắt đầu chân thứ hai trong Agra bằng cách đi đến Kachora Bazaar để tìm đầu mối tiếp theo của họ, đó là Roadblock, hỏi "Ai là đầy không khí nóng?" Một thành viên nhóm nghiên cứu đã sử dụng một máy bơm để bơm bóng bay đủ để điền vào một mạng lưới gắn vào mặt sau của một chiếc xe đạp. Khi lưới được đầy rồi, họ đã phải đi xe qua cầu Yamuna đông đúc để cung cấp bóng bay đến một đám cưới, ở phía bên kia để nhận đầu mối tiếp theo của họ, sau đó chiếc xe đạp trở lại đoàn tụ với đối tác của họ.
Các đầu mối nhận được hướng dẫn các đội để thực hiện theo cách của họ để Goyal Book Store, đó là vị trí của U-Turn, và các đầu mối Detour, tạo cho họ sự lựa chọn của Mang Groom hoặc Mang Fun. Mang các chú rể, đội đã phải tay quây một máy phát điện di động cho đến khi nó được sản xuất đủ điện để thắp sáng một đế đèn bạch lạp có nhiều ngọn cồng kềnh. Sau đó, họ đã phải tham gia một cuộc diễu Baraat thông qua các đường phố, với một thành viên trong nhóm mang đế đèn bạch lạp có nhiều ngọn khác, trong khi tiến hành các máy phát điện, để hộ tống một chú rể đến đám cưới của mình tại Shri Ram Complex. Một khi chú rể được giao cho cô dâu của mình, họ đã nhận được đầu mối tiếp theo của họ. Mang Fun, đội đã phải đẩy một viên vui chơi đu di động thông qua các đường phố đông đúc để cung cấp nó đến sân chơi ngoài tại bữa tiệc cưới nhau, sau đó cung cấp cho tám đứa con một chuyến đi trong nó để nhận được mối tiếp theo của họ. Cả hai đầu mối hướng dẫn các đội tìm kiếm bên cho Pit Stop, mà nằm phía khu phức hợp tại Shri Ramchandra Farm House.

### Chặng 11 (Ấn Độ→Hong Kong,Trung Quốc→Ma Cao,Trung Quốc)

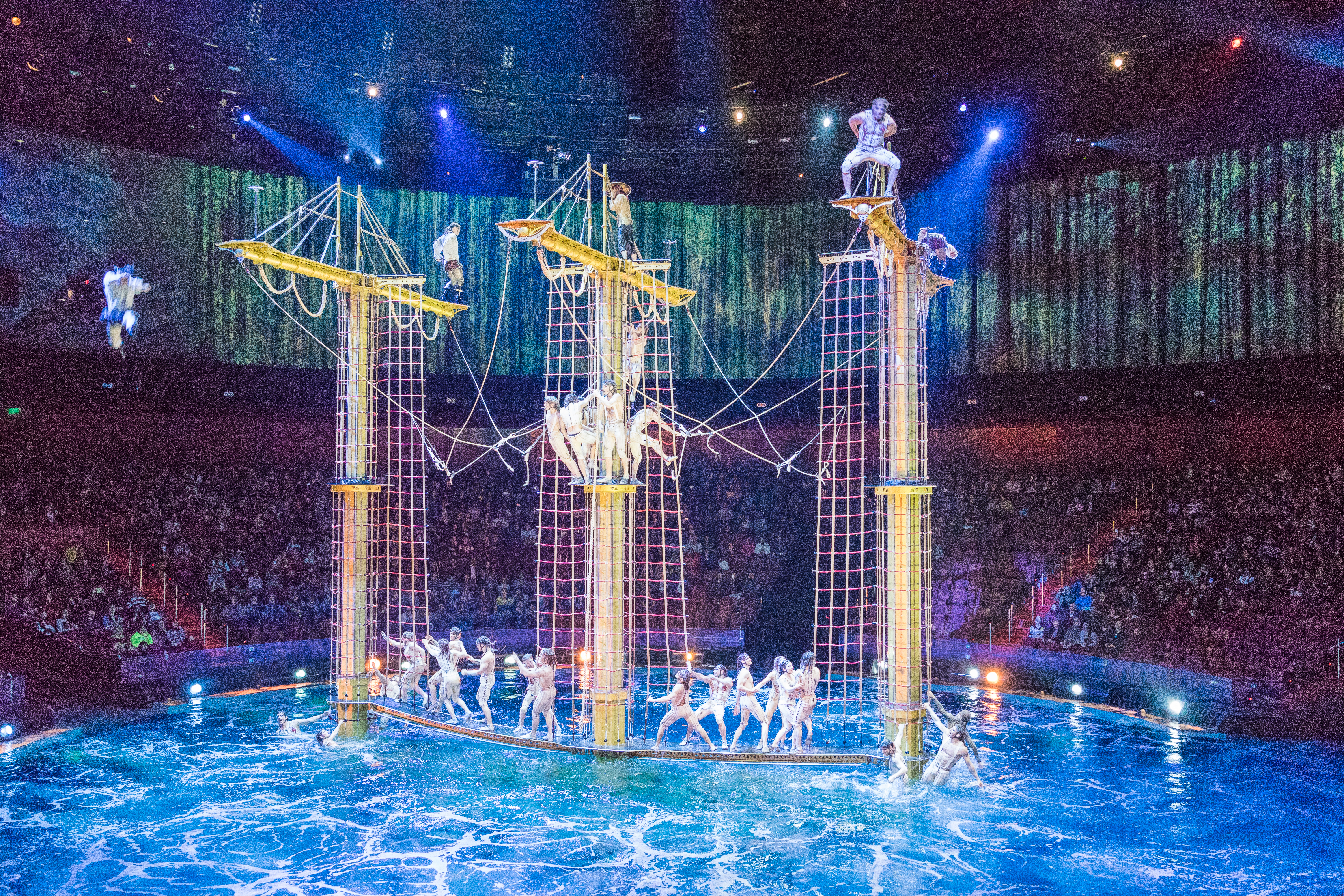
City of Dreams Dancing Water Theatre tại Ma Cao là nơi các đội thực hiện thử thách Roadblock tại chặng này.

- Delhi (Sân bay quốc tế Indira Gandhi) tới Chek Lap Kok, Hong Kong , Trung Quốc  (Sân bay Hong Kong)
- Kowloon (The Peninsula Hong Kong)
- Kowloon (Sam's Tailor và Sam's Workshop hoặc Apliu Street và Kweilin Street)
- Sheung Wan (Sân bay Hong Kong–Macau Ferry) tới Macau Peninsula, Ma Cao  (Sân bay Outer Harbour Ferry)
- Cotai (City of Dreams Dancing Water Theatre)
- Macau Peninsula (Nam Van Lake nhìn ra Centro Náutico da Praia Grande (Trung Hoa))

Bắt đầu chặng, các đội được hướng dẫn để bay đến Hồng Kông, Trung Quốc. Khi đó, họ tìm kiếm bên ngoài cho một chiếc Rolls Royce đang chờ để hộ tống họ đến The Peninsula Hong Kong, nơi họ tìm thấy Detour, cho họ sự lựa chọn giữa Sam hoặc Cells. Trong Sam, đội du hành đến Tailor Sam nhặt cách mảnh vải phù hợp với các loại áo khoác, sau đó mang nó đến Sam`s Workshop, nơi họ phải cắt đúng ra nhiều mẫu của một thiết kế phù hợp để nhận mật thư tiếp theo của họ. Trong Cells, các đội phải đi đến một cửa hàng đã đánh dấu trên Apliu Street và tìm kiếm thông qua các hộp của điện thoại di động được sử dụng để tìm thấy một quầy đi dộng. Khi quay một số hiển thị trên điện thoại, một tin nhắn sẽ hướng dẫn họ đi đến một địa chỉ trên Kweilin Street, nơi họ sẽ tìm mật thư tiếp theo của họ.
Những mật thư hướng dẫn các đội đi đến Bến phà Hong Kong-Macau Ferry và đi phà Turbojet đến Ma Cao, sau đó đến(City of Dreams Dancing Water Theatre, nơi họ tìm thấy các Roadblock, hỏi "Ai muốn được tỏa sáng? " Sau khi thay đổi thành trang phục và trang điểm, một thành viên nhóm đã tham gia một buổi biểu diễn của The House of Dancing Water. Sau khi lặn hơn 30 feet (9.1 m) từ các nền tảng mast hình trung ương vào hồ bơi xung quanh, họ đã phải tìm kiếm dưới nước cho một con cá vàng, sau đó bơi qua hồ bơi để cung cấp nó cho một người đánh cá trên một chiếc bè để đổi lấy đầu mối tiếp theo của họ. Nếu họ không tìm thấy những con cá trước khi âm nhạc dừng lại, họ đã phải chờ đợi hai mươi phút để thực hiện tiếp theo và bắt đầu lại. Các đầu mối tiếp nhận các đội hướng dẫn các đội đi tới Centro Nautico da Praia Grande trên Hồ Nam Văn và tìm kiếm Trạm Dừng.

### Chặng 12/Chặng Chung Kết (Ma Cao,Trung Quốc→Mỹ)

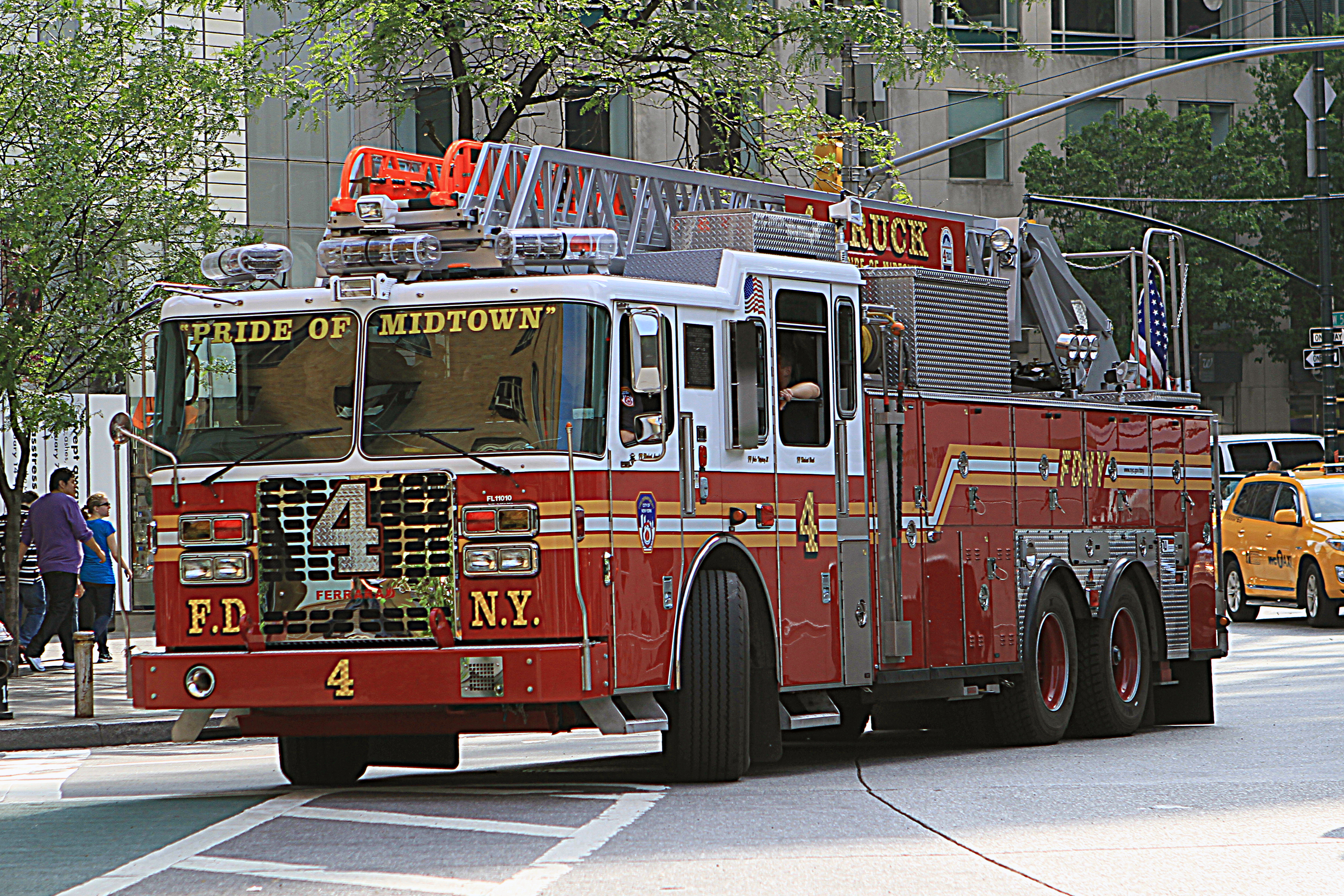
Thử thách Roadblock cuối cùng của The Amazing Race 27 đã vinh danh và đưa các đội tới Trạm Cứu hỏa thành phố New York và tham gia vào một bài tập huấn luyện cứu hỏa.

Ngày phát sóng: 11/12/2015
- Chek Lap Kok (Sân bay quốc tế Hong Kong) tới Thành phố New York, New York, Hoa Kỳ  (Sân bay quốc tế John F. Kennedy)
- Manhattan (Đảo Randall – Trạm huấn luyện cứu hỏa NYC)
- Elmont, Long Island (Belmont Park)
- The Hamptons
- Southampton (Shinnecock East County Park)
- Southampton (1620 đường Meadow)  (Vạch Kết Thúc)

Bắt đầu chặng, các đội được hướng dẫn để bay thành phố cuối cùng trong cuộc đua của họ: Thành phố New York. Khi đến, họ tới  Trạm huấn luyện cứu hỏa NYC tại Đảo Randall để hoàn thành mật thư Roadblock cuối cùng, hỏi: "Ai muốn chơi với lửa?" Một thành viên trong nhóm sẽ mặc đồng phục của lính cứu hỏa và tham gia vào một cuộc tập trận với sự hướng dẫn của nhân viên cứu hỏa. Sau khi leo lên một cái thang để mở cửa sổ của một tòa nhà đang cháy, họ phải tìm kiếm bên trong cho một bù nhìn đại diện cho một nạn nhân. Một khi họ rời tòa nhà với cái bù nhìn đó, họ phải đặt nó lên một chiếc cáng và chờ đợi. Sau đó, họ gặp những nhiệm vụ bộ nhớ đầu tiên, trong đó họ phải sắp xếp nón lính cứu hỏa dán nhãn với các thành phố thủ đô của các nước đến thăm trong cuộc đua trong thứ tự thời gian:
| - Brazil: Brasília - Argentina: Buenos Aires - Zambia: Lusaka | - Zimbabwe: Harare - Pháp: Paris - Hà Lan: Amsterdam | - Ba Lan: Warsaw - Ấn Độ: New Delhi - Trung Quốc: Bắc Kinh |

Một khi tất cả những chiếc mũ đang được đặt theo đúng thứ tự, một lính cứu hỏa sẽ cung cấp cho họ mật thư tiếp theo của họ.
Các mật thư hướng dẫn các đội đi tới Belmont Park ở Long Island để lấy mật thư tiếp theo của họ. Khi đó, họ phải đi trực thăng tới The Hamptons. Sau khi hạ cánh, họ phải tìm kiếm các mật thư tiếp theo của họ, hướng dẫn họ đi gần một dặm tới Shinnecock East County Park, nơi họ phải đi xe trượt tuyết tới một chiếc thuyền hình tôm hùm, nơi họ đã phải kéo bảy chiếc bẫy tôm hùm từ mặt nước và thay thế chúng bằng bẫy mới. Một khi điều này được hoàn thành, họ nhận được một hộp chứa cờ của tất cả các nước đã đến thăm, mà họ đã phải buộc vào cột buồm theo thứ tự đến thăm. Một khi tất cả các lá cờ là theo thứ tự đúng, một ngư dân sẽ cung cấp cho họ mối tiếp theo của họ.
Các mật thư hướng dẫn các đội đi vào bờ, lái xe đẩy cồn cát xuống bãi biển để lấy mật thư tiếp theo của họ, một thử thách cho sự ghi nhớ. Họ phải lắp ráp sáu cái ghế Adirondack miêu tả của những điều gặp phải trong cuộc đua. Một khi họ hoàn thành, họ phải sắp xếp chúng theo một thứ tự thời gian. Nếu các ghế đều theo đúng thứ tự và được lắp ráp đúng với sự hài lòng của người thợ mộc, các đội sẽ nhận được mật thư cuối cùng của họ, hướng dẫn họ đi bộ đến 1620 đường Meadow để chạm chân tới Vạch Kết Thúc.